# 乌克兰驻上海总领事馆
乌克兰驻上海总领事馆（羅馬化：Heneralne Konsulstvo Ukrainy v Shankhai）设立于中国上海市，是乌克兰在中国设立的首个总领事馆。

## 历史沿革
1991年12月乌克兰独立后，于次年1月4日和中华人民共和国建立外交关系。2000年3月2日，中乌就乌克兰在上海设立总领事馆达成协议。
2001年4月4日开馆。2002年1月，乌克兰外长兹连科访华，30日在上海出席了总领事馆开馆仪式。

## 领区
领区包括上海市、江苏省、浙江省、安徽省、福建省和江西省。

## 历任总领事
- 尼古拉·雅科维奇·马丁年科（烏克蘭語：Мартиненко Микола Якович）：2001年-2004年
- 维克托·伊万诺维奇·塔纳西丘克（烏克蘭語：Танасійчук Віктор Іванович）：2004年-2006年，中文名塔胜利
- 安娜·康斯坦丁诺夫娜·卡尔玛多诺娃（烏克蘭語：Кармадонова Ганна Костянтинівна）：2006年-2009年
- 谢尔盖·阿纳托利耶维奇·布尔德利亚克（烏克蘭語：Бурдиляк Сергій Анатолійович）：2009年-2014年，中文名谢军
- 德米特罗·格奥尔基耶维奇·波诺马连科（烏克蘭語：Пономаренко Дмитро Георгійович）：2016年-2020年，中文名罗鹏
- 阿尔乔姆·谢尔盖耶维奇·普希金（烏克蘭語：Пушкін Артем Сергійович）：2020年11月至今[6]